# Redentore benedicente tra quattro apostoli
Il Redentore benedicente tra quattro apostoli è un dipinto olio su tavola (70x68 cm) di Vittore Carpaccio, databile al 1480-1490 circa. L'opera, già conservata nella Collezione Contini Bonacossi di Firenze, oggi è esposta al MarteS, Museo d'arte Sorlini, a Calvagese della Riviera. Viene in genere indicata come punto di partenza del percorso artistico del pittore.

## Descrizione e stile
La tavola, firmata sul cartiglio attaccato sul parapetto marmoreo Vetor Scarpazo, mostra evidenti influssi nordici filtrati dall'esempio di Antonello da Messina, che aveva soggiornato a Venezia nel 1474-1476. Innanzitutto proprio l'espediente del parapetto, che segna una sorta di confine tra lo spettatore e il soggetto del dipinto e che amplifica la spazialità delle figure, ritratte di consueto a mezzo busto. Cristo, in posizione frontale benedicente e reggente il simbolo del Globo cristiano (l'iconografia del Salvator mundi), è accerchiato da quattro santi, con una finissima aureola composta da un filo dorato. Su chi rappresentino queste quattro figure sono state fatte solo ipotesi per la mancanza di attributi: forse si tratta degli Evangelisti (ma sarebbe presente almeno un libro) o di quattro apostoli. Le diverse posizioni dei volti sembrano saggiare la profondità spaziale in tutte le direzioni, quasi si trattasse di un esercizio. Nessuno guarda verso lo spettatore, deviando tutti lo sguardo in ogni direzione. I tratti fisiognomici sono individuati con acutezza e una notevole attenzione è riposta nella cura dei dettagli.
Lo sfondo è scuro e le figure emergono sfumatamente grazie all'illuminazione da sinistra, con effetti molto dolci in dettagli come i capelli, ma più acuti e puntigliosi nei profili e nelle vesti dai panneggi brillanti e dalle linee taglienti, quasi come accartocciati. Ciò mostra un distacco dai modi allora dominati di Giovanni Bellini, verso proposte alternative come quelle di Bartolomeo Montagna.